# 五寨站
五寨站，位于中华人民共和国山西省忻州市五寨县，是宁岢铁路上的火车站，建于1971年，由太原局集团管辖。

## 歷史
- 建于1971年。

## 車站周邊
- 中国联通阳岢西路专营店
- 中国农业银行五寨支行
- 中国邮政储蓄银行迎宾西街营业所
- 五寨大酒店
- 中国移动新建路营业厅
- 五寨县农村信用合作联社西河堰分社
- 中国农业发展银行五寨县支行
- 五寨县第一小学
- 五寨县质量技术监督局
- 中国工商银行五寨支行营业部
- 五寨县电业局
- 五寨县第一人民医院
- 五寨县食品药品监督管理局
- 忻州师范学院五寨分院

## 外部連結
- 中国铁路客户服务中心（页面存档备份，存于）